# ساموئل اف. فیلیپس
ساموئل اف. فیلیپس (انگلیسی: Samuel F. Phillips; ۲۴ فوریهٔ ۱۸۲۴ – ۱۸ نوامبر ۱۹۰۳) یک سیاست‌مدار اهل ایالات متحده آمریکا بود.